# Home from Home
Home from Home è un album dei Millencolin uscito l'11 marzo 2002 su Burning Heart Records/Epitaph Records.

Per la registrazione di questo disco decidono di ritornare in Svezia ed amici alla Samiam record gli consigliano Lou Giordano come produttore che viene prontamente contattato. Arriverà all'aeroporto Arlanda di Stoccolma l'11 settembre 2001 con l'ultimo aereo partito da Newark per la Svezia prima del tragico incidente al World Trade Center. L'accaduto segna l'intero gruppo e le registrazioni rimarranno influenzate da questo episodio.

L'album e la canzone omonima è una riflessione sul fatto che la band era ormai diventata per loro una famiglia, una seconda casa.

Le prove vengono effettuate ad Örebro presso i "Mathias' Soundlab" per poi venir registrato al "Little Big Room Studios" ad Haninge, Stoccolma.
Questo album fu distribuito in contemporanea sotto Epitaph Records negli US.
Per "Kemp", "Man or Mouse" e "Battery Check" sono stati creati dei Videoclip.
Nella title track che chiude l'album è presente Marten Cedergran, cantante dei Bombshell Rocks.

## Formazione
- Nikola Sarcevic - basso e voce
- Erik Ohlsson - chitarra
- Mathias Färm - chitarra
- Frederik Larzon - batteria

## Tracce
1. Man or Mouse - 3:05 *
2. Fingers Crossed - 2:47
3. Black Eye - 3:13
4. Montego - 3:00
5. Punk Rock Rebel - 3:06
6. Kemp - 3:26 *
7. Botanic Mistress - 2:11
8. Happiness For Dogs - 3:25
9. Battery Check - 3:20
10. Fuel to the Flame - 1:55 *
11. Afghan - 2:42
12. Greener Grass - 2:50
13. Home From Home - 2:15